# Begonia abbreviata
Espèce
Begonia abbreviata est une espèce de plantes de la famille des Begoniaceae. Ce bégonia vivace, rampant et rhizomateux, est originaire du Viêt Nam.

## Description
C'est une plante vivace, rhizomateuse.
L'espèce est caractérisée par des entre-nœuds de 1 à 4 cm seulement. Très proche de Begonia eberhardtii, elle s'en distingue par sa feuille plus large et sa bordure entière.
Les tiges sont courtes, vertes teintées de rouge vif, rampantes et qui s'enracinent au sol. Les feuilles asymétriques, typiques de bégonias, sont plutôt rondes, faiblement ondulées au bord et terminées en pointe. Elles sont d'un vert soutenu, plus ou moins tachetées de vert clair. Au revers, les nervures sont rouges. Les fleurs mâles ou femelles, à cœur jaune, sont d'un blanc rosé, strié de rouge. Le fruit est une capsule ailée, ovale, mais triangulaire en coupe, qui contient de minuscules graines.

## Répartition géographique
Cette espèce est originaire du Viêt Nam où il est endémique de la province de Quảng Trị.

## Classification
Begonia abbreviata fait partie de la section Petermannia du genre Begonia, famille des Begoniaceae.
L'espèce a été décrite en 2015 par le botaniste chinois Ching-I Peng. L'épithète spécifique, abbreviata, signifie raccourci et fait référence aux courts pédoncules dus à une inflorescence groupée.
Publication originale : Ching-I Peng, Hsun-An Yang, Yoshiko Kono, Ming-Jer Jung, Tien Hiep Nguyen, Four new species of Begonia (Begoniaceae) from Vietnam: B. abbreviata, B. calciphila, B. sphenantheroides and B. tamdaoensis , dans Pytotaxa Vol 222, No 2, 14 August 2015.